# Logan McCree
Logan McCree, pseudonimo di Philipp Tanzer (Pforzheim, 31 dicembre 1977), è un attore pornografico tedesco, che lavora in film pornografici gay.
La maggior parte dei suoi film su di lui erano Pornografia hardcore che andava dal sesso anale violento al BDSM e diversi feticci sessuali.

## Biografia
Nel 2004 viene eletto German Mr. Leather, in seguito lavora come disc jockey dance-alternative rock in vari club tedeschi dietro lo pseudonimo DJ Krieger, che in lingua tedesca significa guerriero. Si cambia il nome d'arte in Logan, in omaggio al suo personaggio preferito dei fumetti X-Men, ovvero Wolverine.
Dopo aver aggiunto il cognome McCree al suo nome d'arte, firma un contratto in esclusiva con i Raging Stallion Studios e debutta nel 2007 con il film Ink Storm diretto da Jake Deckard e suo partner nelle scene di sesso. Deckard ha dichiarato: Logan McCree è uno dei ragazzi più fighi e sensuali che io abbia mai conosciuto. Non riesco a immaginare chi possa resistere al suo volto d'angelo. McCree diviene ben presto noto per la passionalità nel porsi nelle scene di sesso ma diviene noto soprattutto per il suo corpo in gran parte ricoperto da numerosi tatuaggi tribali che ricoprono in parte anche il cranio e il pene (una freccia e due linee laterali).
Logan McCree si esibisce indistintamente sia come attivo sia come passivo, e viene definito un perfetto contrasto tra la sua faccia angelica e la sua attitudine ad un sesso forte ed estremamente virile.
Anche se ha lavorato solo in pornografia gay è dichiarato apertamente bisessuale.
Il 28 febbraio 2009 vince ben 3 GayVN Award, come miglior performer dell'anno, miglior scena a tre e miglior scena a due, quest'ultima interpretata assieme all'ex fidanzato, Vinnie D'Angelo. Mentre il 23 maggio 2009 vince tre Grabby Awards, tra cui quello per il miglior attore in The Drifter. L'anno successivo, a conferma della sua carriera in ascesa, ottiene 4 candidature ai Grabby Awards 2010, tra cui miglior attore e performer dell'anno.
Nel 2021, ha annunciato di essersi identificato come eterosessuale e ha affermato che l'omosessualità era una deviazione, un tratto negativo di un'anima spezzata. Afferma che il comportamento omosessuale è una "rottura" prodotta dall'assenza del padre. Ha anche affermato che nell'interesse della società maggioritaria e per un corretto sviluppo libero da deviazioni o imperfezioni sessuali, i bambini dovrebbero essere tenuti lontani dalle persone LGBT.
Nel 2021, McCree ha annunciato che sarebbe stato un candidato per lo Scottish Family Party alle elezioni generali scozzesi del 2021, un partito estremamente socialmente conservatore con una forte retorica anti-gay nelle Highlands and Islands. Lo Scottish Family Party ha ottenuto 1.976 voti, non raggiungendo la soglia di sbarramento richiesta.

## Premi

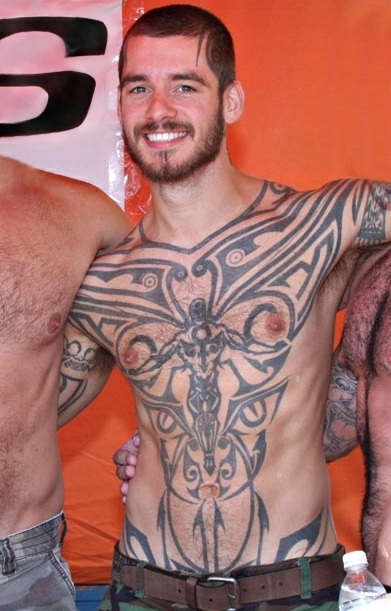
Logan McCree nel 2011

- GayVN Awards 2009 – Miglior Performer dell'anno
- GayVN Awards 2009 – Miglior scena di sesso a due in The Drifter(con Vinnie D'Angelo)
- GayVN Awards 2009 – Miglior scena di sesso a tre in To the Last Man(con Scott Tanner e Ricky Sinz)
- Grabby Awards 2009 – Miglior scena di sesso a due in The Drifter(con Vinnie D'Angelo)
- Grabby Awards 2009 – Miglior scena di sesso a tre in To the Last Man(con Scott Tanner e Ricky Sinz)
- Grabby Awards 2009 – Miglior attore in The Drifter
- XBIZ Awards 2010 – Gay Performer dell'anno[8] (ex aequo con Tyler Saint)
- JRL Gay Film Awards 2010 – Best Gay Top Performer of the Year[9]
- GayVN Awards 2010 – Miglior attore in The Visitor
- Trendy Awards 2011 – Trendiest Fetish Star[10]

## Filmografia
- Ink Storm (Raging Stallion) (2007)
- The 4th Floor (Raging Stallion) (2008)
- Jock Itch (Raging Stallion) (2008)
- Hotter Than Hell - Part 2 (Raging Stallion) (2008)
- The 5th Floor (Raging Stallion) (2008)
- Bar Back (Raging Stallion) (2008)
- The Drifter (Raging Stallion) (2008)
- Ink Stain (Raging Stallion) (2008)
- To The Last Man - Part 1 The Gathering Storm (Raging Stallion) (2008)
- To The Last Man - Part 2 Guns Blazing (Raging Stallion) (2008)
- Rear Deliveries (Raging Stallion) (2009)
- First Class (Raging Stallion) (2009)
- Porn Stars in Love (Raging Stallion) (2009)
- The Visitor (Raging Stallion) (2009)
- Port of Entry (Raging Stallion) (2009)
- Out On The Hit (AlphaMale) (2009)
- Inked Boyz (Raging Stallion) (2010)
- Dads Fuck Lads (AlphaMale) (2010)
- Inked Boyz #2 (Raging Stallion) (2010)
- Inked Up (AlphaMale) (2010)
- The Best of Logan McCree, Vol 1 (Raging Stallion) (2010)
- Inked Boyz #3 (Raging Stallion) (2011)
- Giants - Part 1 (Raging Stallion) (2011)
- Giants - Part 2 (Raging Stallion) (2011)
- TOY (Raging Stallion/Stag Hommes) (2011)
- Dominus (Raging Stallion) (2011)
- Cum in My Face 2 (Stag Hommes) (2012)
- This is Too Big ! (Eagle Video) (2012)
- Dick Moves (Raging Stallion) (2015)
- Permission (Raging Stallion) (2015)